# Calvin Stengs
Calvin Stengs (tiếng Hà Lan: ˈkɛlvɪn ˈstɛŋs; sinh ngày 18 tháng 12 năm 1998) là một cầu thủ bóng đá chuyên nghiệp người Hà Lan hiện đang thi đấu ở vị trí tiền vệ cánh cho câu lạc bộ Feyenoord tại Eredivisie và Đội tuyển bóng đá quốc gia Hà Lan.

## Sự nghiệp câu lạc bộ

### AZ
Stengs sinh ra ở Amstelveen và lớn lên ở Nieuw-Vennep, Bắc Hà Lan. Ở tuổi 12, anh gia nhập học viện trẻ của AZ và trước đó, anh từng chơi cho các đội bóng địa phương SV DIOS và HFC Haarlem. Anh được đôn lên đội dự bị AZ cho mùa giải 2016–17 ở giải hạng ba. Anh ra mắt đội một vào ngày 14 tháng 12 năm 2016, xuất phát ở vị trí tiền vệ cánh phải trong trận đấu ở KNVB Cup với ASWH ở giải hạng dưới. Đội của anh đã thắng trận này 2–0. Anh ra sân 22 trận cho Jong AZ, ghi 6 bàn và thực hiện 8 đường kiến tạo trong mùa giải đó. Màn trình diễn mạnh mẽ của anh ở đội dự bị đã khiến huấn luyện viên trưởng đội một John van den Brom chú ý và vào ngày 5 tháng 3 năm 2017, Stengs có trận ra mắt tại giải vô địch quốc gia cho AZ trong trận hòa 1-1 trên sân nhà trước Excelsior.
Stengs được thăng lên đội một của AZ trước mùa giải 2017–18 và anh có trận đấu đầu tiên cho câu lạc bộ vào ngày 12 tháng 8 trong trận thua 3–2 trên sân khách trước PSV. Ở phút thứ bảy của trận đấu, đầu gối của anh bị xoay và dây chằng chéo trước bị rách khiến mùa giải chuyên nghiệp đầu tiên của anh bị ngắn lại.
Stengs trở lại thi đấu cho đội một vào tháng 11 năm 2018 và giành lại vị trí của mình ở đội hình chính của AZ 15 tháng sau chấn thương. Vào ngày 16 tháng 1 năm 2019, anh ghi bàn thắng đầu tiên cho AZ trong chiến thắng 3–0 trên sân nhà trước FC Utrecht. Stengs ra sân 21 lần, ghi ba bàn thắng và thực hiện bốn đường kiến tạo sau khi mùa giải 2018–19 kết thúc.
Vào ngày 25 tháng 7 năm 2019, Stengs ra mắt tại Europa League trong trận hòa 0–0 trên sân nhà trước câu lạc bộ BK Häcken tại Allsvenskan. Anh ghi bàn thắng đầu tiên tại đấu trường châu Âu trong trận lượt về ở Thụy Điển sau khi ghi bàn ở phút 56 giúp AZ thắng 3–0. Anh tiếp tục đá chính dưới sự dẫn dắt của huấn luyện viên trưởng Arne Slot và Pascal Jansen.

### Nice
Vào ngày 14 tháng 7 năm 2021, Stengs ký hợp đồng 5 năm với mức phí chuyển nhượng được cho là 10 triệu euro cộng với tiền thưởng với câu lạc bộ Ligue 1 Nice. Vào ngày 28 tháng 8 năm 2021, anh ra mắt cho câu lạc bộ trong chiến thắng 4–0 trước Bordeaux. Anh vào sân thay người đồng hương bị chấn thương Justin Kluivert ở phút thứ 36. Vào ngày 25 tháng 9, anh ghi bàn thắng đầu tiên trong chiến thắng 3–0 trước đội cuối bảng Saint-Étienne.

#### Antwerp (mượn)
Vào ngày 30 tháng 8 năm 2022, Stengs gia nhập Antwerp tại Giải bóng đá vô địch quốc gia Bỉ theo dạng cho mượn kéo dài một mùa giải. Anh ra mắt vào ngày 4 tháng 9 trong chiến thắng 3–0 trước Westerlo. Anh ra sân lần tiếp theo trong chiến thắng 2-1 trên sân nhà trước Seraing vào ngày 16 tháng 9. Tại trận đấu này, anh ghi pha kiến tạo đầu tiên khi quả phạt góc của anh do Toby Alderweireld đánh đầu. Anh ghi bàn thắng đầu tiên cho Antwerp vào ngày 10 tháng 11, góp phần vào trận hòa 2–2 ở Cúp bóng đá Bỉ trước Beveren, trận đấu mà Antwerp giành chiến thắng sau loạt sút luân lưu. Anh ghi bàn thắng đầu tiên tại giải quốc nội trong trận hòa 3–3 trên sân khách trước Westerlo vào ngày 27 tháng 12 khi Antwerp lội ngược dòng kỳ lạ. Vào ngày 29 tháng 1 năm 2023, Stengs bị đuổi khỏi sân lần thứ hai trong sự nghiệp trong trận đấu trước Anderlecht sau khi đấm vào mặt Amadou Diawara.
Vào ngày 30 tháng 4 năm 2023, Stengs giành vô địch Cúp bóng đá Bỉ với Antwerp. Chỉ hơn một tháng sau, vào ngày 4 tháng 6, anh giành chức vô địch cùng câu lạc bộ vào ngày thi đấu cuối cùng sau trận hòa 2–2 đầy kịch tính trước Genk. Sau trận này, Antwerp giành chức vô địch giải quốc nội lần đầu tiên sau 66 năm.

### Feyenoord
Vào ngày 26 tháng 7 năm 2023, Stengs gia nhập đương kim vô địch Hà Lan Feyenoord theo hợp đồng 4 năm. Anh tái hợp với Arne Slot, người cũng đã huấn luyện anh tại AZ. Câu lạc bộ từ Rotterdam đã trả cho Nice khoản phí chuyển nhượng 6 triệu euro. Anh ra mắt vào ngày 6 tháng 8 trước PSV tại Siêu cúp Hà Lan 2023, và trong trận này, Feyenoord thua 1–0. Vào ngày 13 tháng 8, Stengs đá chính trong trận mở màn của Feyenoord ở mùa giải Eredivisie 2023–24, trận hòa 0–0 trên sân nhà trước Fortuna Sittard. Anh ghi bàn thắng đầu tiên cho Feyenoord vào ngày 3 tháng 9 và ghi bàn thắng thứ hai trong chiến thắng 5–1 trên sân khách trước FC Utrecht.

## Sự nghiệp quốc tế
Stengs là người Hà Lan gốc Suriname. Anh ra mắt đội U-21 Hà Lan vào ngày 24 tháng 3 năm 2019 trong trận giao hữu với Hoa Kỳ. Vào ngày 19 tháng 11 năm 2019, Stengs ra mắt đội tuyển quốc gia Hà Lan trong trận đấu vòng loại UEFA Euro 2020 với Estonia. Trong trận này, anh thực hiện hai pha kiến tạo trong chiến thắng 5–0.
Vào ngày 21 tháng 11 năm 2023, Stengs ghi một hat-trick trong trận vòng loại UEFA Euro 2024 của Hà Lan trước Gibraltar và đồng thời ghi bàn thắng quốc tế đầu tiên của anh cho Hà Lan.

## Thống kê sự nghiệp

### Câu lạc bộ
Tính đến 12 tháng 11 năm 2023
| Câu lạc bộ          | Mùa giải            | Giải vô địch        | Giải vô địch | Giải vô địch | Cúp Quốc gia | Cúp Quốc gia | Châu lục | Châu lục | Khác | Khác | Tổng cộng | Tổng cộng |
| Câu lạc bộ          | Mùa giải            | Hạng đấu            | Trận         | Bàn          | Trận         | Bàn          | Trận     | Bàn      | Trận | Bàn  | Trận      | Bàn       |
| ------------------- | ------------------- | ------------------- | ------------ | ------------ | ------------ | ------------ | -------- | -------- | ---- | ---- | --------- | --------- |
| Jong AZ             | 2016–17             | Tweede Divisie      | 22           | 6            | —            | —            | —        | —        | —    | —    | 22        | 6         |
| Jong AZ             | 2017–18             | Eerste Divisie      | 0            | 0            | —            | —            | —        | —        | —    | —    | 0         | 0         |
| Jong AZ             | 2018–19             | Eerste Divisie      | 2            | 0            | —            | —            | —        | —        | —    | —    | 2         | 0         |
| Jong AZ             | Tổng cộng           | Tổng cộng           | 24           | 6            | —            | —            | —        | —        | —    | —    | 24        | 6         |
| AZ                  | 2016–17             | Eredivisie          | 1            | 0            | 1            | 0            | 0        | 0        | 4    | 2    | 6         | 2         |
| AZ                  | 2017–18             | Eredivisie          | 1            | 0            | 0            | 0            | —        | —        | —    | —    | 1         | 0         |
| AZ                  | 2018–19             | Eredivisie          | 21           | 3            | 4            | 2            | 0        | 0        | —    | —    | 25        | 5         |
| AZ                  | 2019–20             | Eredivisie          | 25           | 5            | 3            | 0            | 14       | 5        | —    | —    | 42        | 10        |
| AZ                  | 2020–21             | Eredivisie          | 30           | 7            | 1            | 0            | 8        | 0        | —    | —    | 39        | 7         |
| AZ                  | Tổng cộng           | Tổng cộng           | 78           | 15           | 9            | 2            | 22       | 5        | 4    | 2    | 113       | 24        |
| Nice                | 2021–22             | Ligue 1             | 24           | 1            | 2            | 0            | —        | —        | —    | —    | 26        | 1         |
| Nice                | 2022–23             | Ligue 1             | 4            | 0            | 0            | 0            | 2        | 0        | —    | —    | 6         | 0         |
| Nice                | Tổng cộng           | Tổng cộng           | 28           | 1            | 2            | 0            | 2        | 0        | —    | —    | 32        | 1         |
| Antwerp (mượn)      | 2022–23             | Belgian Pro League  | 25           | 1            | 6            | 2            | 0        | 0        | —    | —    | 31        | 3         |
| Feyenoord           | 2023–24             | Eredivisie          | 12           | 3            | 0            | 0            | 4        | 1        | 1    | 0    | 17        | 4         |
| Tổng cộng sự nghiệp | Tổng cộng sự nghiệp | Tổng cộng sự nghiệp | 166          | 26           | 17           | 4            | 28       | 6        | 5    | 2    | 217       | 38        |

1. ↑  Bao gồm KNVB Cup, Coupe de France và Cúp bóng đá Bỉ
2. ↑  Ra sân tại Play-off châu Âu Eredivisie
3. ↑  Ra sân tại UEFA Europa League
4. ↑  Ra sân hai lần tại UEFA Champions League, ra sân sáu lần tại UEFA Europa League
5. ↑  Ra sân tại UEFA Europa Conference League
6. ↑  Ra sân tại UEFA Champions League
7. ↑  Ra sân tại Siêu cúp Hà Lan

### Quốc tế
Tính đến 21 tháng 11 năm 2023
| Đội tuyển quốc gia | Năm       | Trận | Bàn |
| ------------------ | --------- | ---- | --- |
| Hà Lan             | 2019      | 1    | 0   |
| Hà Lan             | 2020      | 4    | 0   |
| Hà Lan             | 2021      | 2    | 0   |
| Hà Lan             | 2022      | 0    | 0   |
| Hà Lan             | 2023      | 1    | 3   |
| Tổng cộng          | Tổng cộng | 8    | 3   |

Tỷ số của Hà Lan được liệt kê trước, cột tỷ số cho biết tỷ số sau mỗi bàn thắng của Stengs.
| # | Ngày                 | Địa điểm                                     | Đối thủ   | Bàn thắng | Kết quả | Giải đấu                 |
| - | -------------------- | -------------------------------------------- | --------- | --------- | ------- | ------------------------ |
| 1 | 21 tháng 11 năm 2023 | Sân vận động Algarve, Faro/Loulé, Bồ Đào Nha | Gibraltar | 2–0       | 6–0     | Vòng loại UEFA Euro 2024 |
| 2 | 21 tháng 11 năm 2023 | Sân vận động Algarve, Faro/Loulé, Bồ Đào Nha | Gibraltar | 4–0       | 6–0     | Vòng loại UEFA Euro 2024 |
| 3 | 21 tháng 11 năm 2023 | Sân vận động Algarve, Faro/Loulé, Bồ Đào Nha | Gibraltar | 5–0       | 6–0     | Vòng loại UEFA Euro 2024 |

## Danh hiệu

### Câu lạc bộ

#### Nice
- Á quân Coupe de France: 2021–22

#### Antwerp
- Belgian Pro League: 2022–23
- Cúp bóng đá Bỉ: 2022–23